# Élection présidentielle israélienne de 1978
L'élection présidentielle israélienne de 1978 se déroule le 19 avril 1978 afin que les membres de la Knesset désignent le président de l'État d'Israël. Yitzhak Navon devient le 5e président d'Israël.

## Résultats
| Candidat      | Voix |
| ------------- | ---- |
| Yitzhak Navon | 86   |
| Votes blancs  | 23   |
| Total         | 109  |